# Ambrose Rocks
Die Ambrose Rocks sind eine kleine Gruppe von Rifffelsen vor der Westküste des westantarktischen Grahamlands. Sie liegen südwestlich der südlichen Argentinische Inseln und 1,5 km nordwestlich der Gaunt Rocks.
Das UK Antarctic Place-Names Committee benannte sie nach David Anthony Ambrose (* 1946), Vermessungsassistent der hydrographischen Einheit an Bord des britischen Forschungsschiffs Endurance bei der Erkundung dieses Gebiets im Februar 1969.